# Odenwald

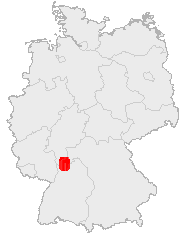
Localizzazione dell'Odenwald in Germania

Odenwald è un gruppo montuoso appartenente al rilievo centrale della Germania e situato negli Stati dell'Assia, Baviera e Baden-Württemberg. È situato tra il bassopiano renano, ad ovest si trova l'area della Bergstraße a est il Meno e l'area del Bauland. A nord è delimitato dalla pianura del Reno-Meno nei pressi di Darmstadt e a sud dall'area del Kraichgau. La parte a sud della vallata del fiume Neckar viene anche chiamata Piccolo Odenwald (Kleiner Odenwald)    .

## Storia
Sotto Traiano fu creato un nuovo tratto di frontiera che collegava il fiume Meno con il Neckar, il cosiddetto limes di Odenwald, che dal Meno presso Wörth raggiunge il medio Neckar a Wimpfen.
Dal XVI secolo fino al 1806 fu ufficialmente così denominato uno dei cantoni equestri del circolo di Franconia che raggruppava la piccola nobiltà terriera che godeva di notevole autonomia in seno al Sacro Romano Impero Germanico. La sede della sua Dieta locale fu la cittadina di Korchendorf bei Heilbronn. Vi fecero parte tra le famiglie equestri più importanti i Ruedt, i Fechenbach, i von Gemmingen, i von Berlichingen, gli Aufseß.